# Pleichach
Die Pleichach ist ein Fließgewässer der II. Ordnung mit einer Länge von knapp 34 km bei und in Würzburg.

## Name
Pleichach bedeutet wahrscheinlich „weißes Wasser“, denn in der Bezeichnung ist das germanische Grundwort aha, Bedeutung „Wasser“, sowie pleih < bleih (→ bleich ≈ blass) althochdeutsch „weiß“ enthalten.

## Geographie

### Verlauf
Die Pleichach, einer der bekanntesten Bäche des Würzburger Umlandes, fließt durch Unterpleichfeld, Rimpar, Versbach und mündet als rechter Nebenfluss in Würzburg in den Main.
Die Quellen der Pleichach liegen nördlich von Erbshausen-Sulzwiesen, einem Ortsteil von Hausen. Sie fließt zunächst in westsüdwestliche Richtung. Kurz vor Rimpar schlägt die Pleichach zwei Schleifen, an deren Ende sie nordwärts in den Ort einfließt. In Rimpar knickt sie dann mit einer engen 180°-Kehre nach Süden ab. Sie mäandriert weiter und fließt dabei durch Versbach und die Lindleinsmühle in südlicher Richtung. Nach der Lindleinsmühle nimmt sie von links und Osten ihren größten Nebenfluss auf, die Kürnach. Kurz danach ändert die Pleichach erneut ihren Kurs und zieht danach westwärts. Sie verschwindet kurz vor dem Würzburger Bahnhof in einer Untertunnelung, die sie bis zu ihrer Mündung nicht mehr verlässt. Die Pleichach mündet schließlich unmittelbar oberhalb des Heizkraftwerks in Würzburg von rechts in den Main.

### Zuflüsse
Die nachfolgende Liste enthält eine Auswahl der Zuflüsse und  Seen von der Quelle zur Mündung mit Angabe der Gewässerlänge, Einzugsgebiet und Höhe. Andere Quellen für die Angaben sind vermerkt.
- Riederngraben, von rechts und Westen auf etwa 268 m ü. NHN nördlich von Bergtheim. 1,2 km[BA 2]
- Bergtheimer Bach oder Dorfbach, von rechts und Westen auf etwa 261 m ü. NHN östlich von Bergtheim, 3,2 km[BA 2]
- Alter Seebach, von links und Nordosten auf etwa 259 m ü. NHN, 4,8 km und 6,4 km²
- Triebgraben, von links und Osten auf 257,8 m ü. NHN[BA 3] kurz vor Oberpleichfeld, 1,0 km[BA 2]
- Grumbach, von rechts und Nordnordwesten auf 254,7 m ü. NHN[BA 3] kurz nach Unterpleichfeld, 8,0 km mit der Namensabschnittsfolge Erbshausener Bach → Grundelbach → Grumbach und 19,2 km²
- Erleinsbach, von rechts und Nordwesten auf etwa 261 m ü. NHN nach der Kläranlage von Unterpleichfeld, 3,7 km und 2,9 km²
- Passiert auf einer Länge von etwa 0,7 km auf etwa 244–242 m ü. NHN eine Gruppe von dicht aufeinander folgenden, fast nur links liegenden Teichen vor Rimpar-Maidbronn
- Eselsbach, von links und Nordosten auf etwa 199 m ü. NHN in Würzburg-Versbach, 2,4 km[BA 2]
- Kürnach, von links und insgesamt Nordosten auf etwa 186 m ü. NHN gegenüber der Klinik in der Versbacher Straße im zentralen Würzburg, 11,6 km und 32,10 km²

## Kanalisierung

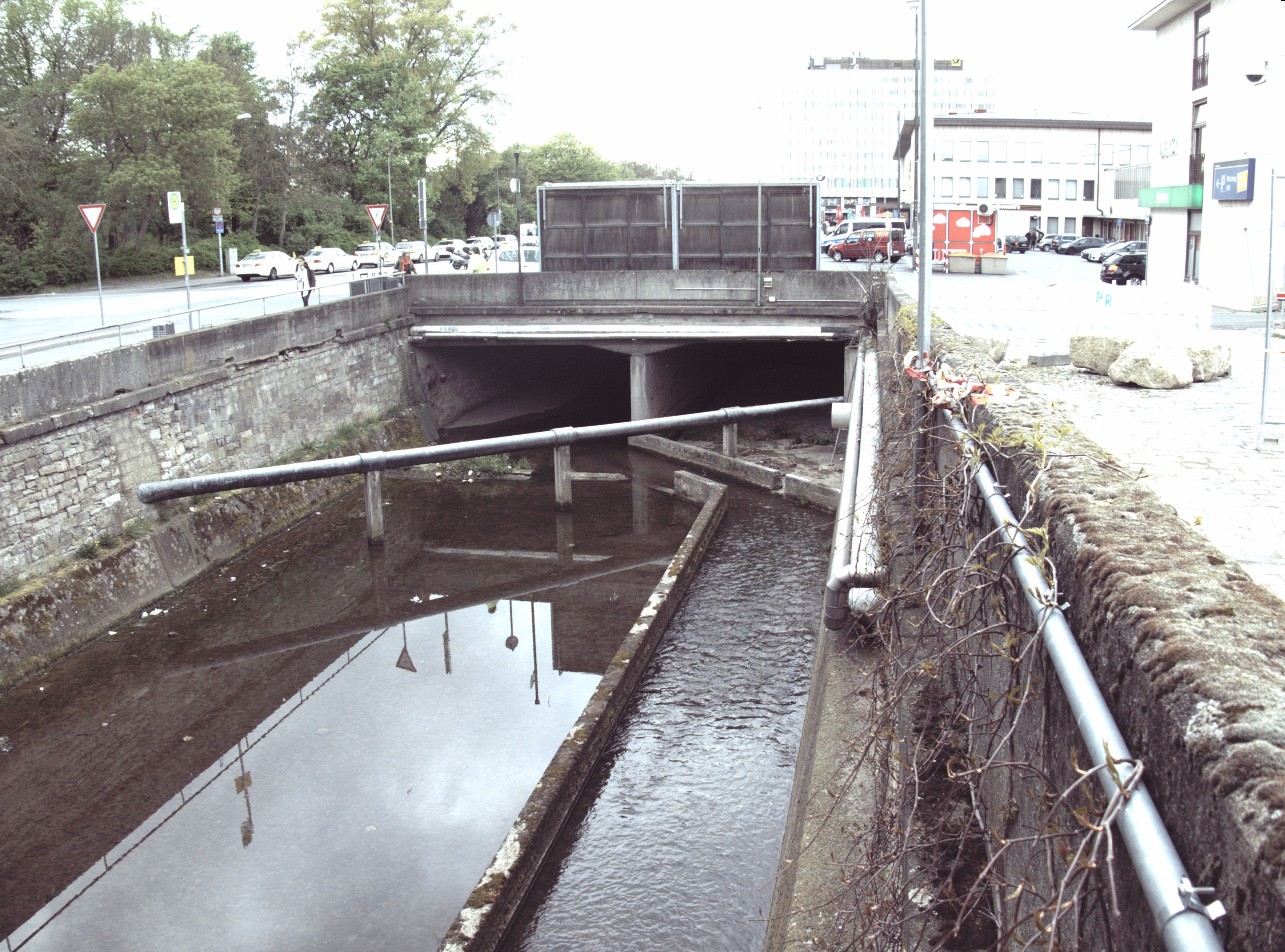
Die Pleichach „verschwindet“ unter dem Hauptbahnhof Würzburg

Die Pleichach ist im Stadtgebiet von Würzburg überdeckt, überbaut bzw. verrohrt, und zwar in den Flusskilometerbereichen:
| 0,000 – 1,111 | 2,367 – 2,518 |
| 1,131 – 1,365 | 3,970 – 4.195 |
| 2,022 – 2,200 | 6,055 – 6.485 |

## Natur und Umwelt

### Renaturierung
Die von 1955 bis 1972 vom Forellenbach zur „üblen Kloake“ gewordene Pleichach wurde im Bereich des Fluss-km 17,5 bis 17,0 im Oktober 2004 durch das Wasserwirtschaftsamt Würzburg nach ökologischen Gesichtspunkten umgebaut. Damit wurde die im Jahre 2002 begonnene Renaturierung zwischen Fluss-km 18,1 und 17,5 fortgesetzt.
Der ursprünglich geradlinige und monotone Verlauf wurde durch Verzweigungen und wechselnde Sohlaufweitungen sowie durch flachere Böschungsneigungen und kleinere Sohlschwellen strukturreicher gestaltet und vermindert damit die Fließgeschwindigkeit bei Hochwasser.

### Fauna
In der Pleichach kommen Bachforelle, Bachschmerle, Gründling, Hasel, Rotauge, Rutte und Dreistachliger Stichling vor.

## Mühlen
An der Pleichach wurden mehrere Mühlen betrieben: die Klostermühle in Maidbronn, die Veitsmühle, die Schlossmühle und die Grundmühle in Rimpar, die Schäfersmühle (Maimühle) sowie die Herrenmühle, die Freundsmühle (die bis in die 1970er Jahre Strom erzeugte), der Mühlenhof Daxbaude, die Straubmühle, die Neumühle und die Lindleinsmühle. Die Lindleinsmühle wurde im Zweiten Weltkrieg beim Luftangriff am 16. März 1945 auf Würzburg durch Bomber der Alliierten zerstört.

## Sonstiges

### Zwei-Bäche-Radtour
Die 24 Kilometer lange Zwei-Bäche-Radtour – gekennzeichnet durch zwei Fische auf einem Fahrrad – führt über befestigte und ausgeschilderte Wege entlang der Bäche Kürnach und Pleichach.

### Die Pleichach als Namensgeber
Die Innere Pleich und die Äußere Pleich sind Namen von Stadtteilen der Altstadt von Würzburg.
Die Würzburger Pfarrkirche St. Gertraud im Stadtteil „Pleich“ (ehemals der früher auch „Professorenviertel“ genannte Stadtbezirk Pleich zwischen Main, Ringparkanlagen, Juliusspital und Juliuspromenade) firmiert unter „Pfarrkirche zu Pleichach (St. Gertraud)“
Nach der Pleichach ist eine Autobahnbrücke (Talbrücke Pleichach) auf der A7 benannt.

### BayernAtlas („BA“)
Amtliche Online-Gewässerkarte mit passendem Ausschnitt und den hier benutzten Layern: Lauf und Einzugsgebiet der Pleichach

Allgemeiner Einstieg ohne Voreinstellungen und Layer: BayernAtlas der Bayerischen Staatsregierung (Hinweise)
1. 1 2 3  Höhe abgefragt auf dem Hintergrundlayer Amtliche Karte (Rechtsklick).
2. 1 2 3 4  Länge abgemessen auf dem Hintergrundlayer Amtliche Karte.
3. 1 2  Höhe nach blauer Beschriftung auf dem Hintergrundlayer Amtliche Karte.

### Gewässerverzeichnis Bayern („GV“)
1. 1 2  Länge nach: Verzeichnis der Bach- und Flussgebiete in Bayern – Flussgebiet Main, Seite 75 des Bayerischen Landesamtes für Umwelt, Stand 2016 (PDF; 3,3 MB) (Für die Zuflüsse weiter bis S. 75; Seitenzahlen können sich ändern.)
2. 1 2  Einzugsgebiet nach: Verzeichnis der Bach- und Flussgebiete in Bayern – Flussgebiet Main, Seite 75 des Bayerischen Landesamtes für Umwelt, Stand 2016 (PDF; 3,3 MB) (Für die Zuflüsse weiter bis S. 75; Seitenzahlen können sich ändern.)

### Sonstige
1. ↑  Horst Mensching, Günter Wagner: Geographische Landesaufnahme: Die naturräumlichen Einheiten auf Blatt 152 Würzburg. Bundesanstalt für Landeskunde, Bad Godesberg 1963. → Online-Karte (PDF; 5,3 MB)
2. ↑  Statistik Würzburg/Pleichach, Bayerischer Hochwassernachrichtendienst (Stand: 3. März 2017)
3. ↑  Stammdaten Würzburg/Pleichach, Bayerischer Hochwassernachrichtendienst
4. ↑  Verdeckte Abschnitte nach: Gewässer zweiter Ordnung (Seite nicht mehr abrufbar, festgestellt im Mai 2019. Suche in Webarchiven)  Info: Der Link wurde automatisch als defekt markiert. Bitte prüfe den Link gemäß Anleitung und entferne dann diesen Hinweis. Bezirk Unterfranken (toter Link)
5. ↑  Main-Post. 18. Juli 1975.
6. ↑  Fischereiverband Unterfranken: Pleichach (Seite nicht mehr abrufbar, festgestellt im Mai 2019. Suche in Webarchiven)  Info: Der Link wurde automatisch als defekt markiert. Bitte prüfe den Link gemäß Anleitung und entferne dann diesen Hinweis. (toter Link)
7. ↑  Unterpleichfeld.de: Bachrundweg zwischen Kürnach und Pleichach (Memento vom 26. Dezember 2016 im Internet Archive). Online auf www.unterpleichfeld.de. Abgerufen am 30. Oktober 2017.
8. ↑  Andreas Mettenleiter: Das Juliusspital in Würzburg. Band III: Medizingeschichte. Herausgegeben vom Oberpflegeamt der Stiftung Juliusspital Würzburg anlässlich der 425jährigen Wiederkehr der Grundsteinlegung. Stiftung Juliusspital Würzburg, Würzburg 2001, ISBN 3-933964-04-0, S. 289.